# Championnat de Bulgarie de football 1993-1994
Navigation
Saison précédente Saison suivante
La saison 1993-1994 du Championnat de Bulgarie de football était la 70e édition du championnat de première division en Bulgarie. Les seize meilleurs clubs du pays se retrouvent au sein d'une poule unique, la Vissha Professionnal Football League, où ils s'affrontent deux fois, à domicile et à l'extérieur. À la fin de la saison, les quatre derniers du classement sont relégués et remplacés par les quatre meilleurs clubs de deuxième division.
Cette saison voit le sacre du PFK Levski Sofia, tenant du titre, qui termine largement en tête du classement final, avec 17 points d'avance sur le FK CSKA Sofia et 21 sur le Botev Plovdiv. C'est le 19e titre de champion de Bulgarie de l'histoire du club, qui réussit même le doublé en battant Pirin Blagoevgrad en finale de la Coupe de Bulgarie.

## Les 16 clubs participants
| - PFK Levski Sofia - FK CSKA Sofia - Etar Veliko Tarnovo - FK Spartak Varna - FK Shumen - Promu de D2 - PFC Slavia Sofia - Lokomotiv Plovdiv - Lokomotiv Sofia | - Pirin Blagoevgrad - PFC Dobrudzha Dobrich - Chernomorets Burgas - Botev Plovdiv - Yantra Gabrovo - FC Lokomotiv Gorna Oryahovitsa - Beroe Stara Zagora - Tcherno More Varna - Promu de D2 |

## Compétition

### Classement
Le barème utilisé pour établir le classement est donc le suivant :
- Victoire : 3 points
- Match nul : 1 point
- Défaite : 0 point

| Rang | Équipe                         | Pts | J  | G  | N  | P  | Bp | Bc | Diff |
| ---- | ------------------------------ | --- | -- | -- | -- | -- | -- | -- | ---- |
| 1    | PFK Levski Sofia T             | 71  | 28 | 22 | 5  | 1  | 78 | 17 | +61  |
| 2    | FK CSKA Sofia                  | 54  | 28 | 17 | 3  | 8  | 58 | 27 | +31  |
| 3    | Botev Plovdiv                  | 50  | 28 | 15 | 5  | 8  | 50 | 29 | +21  |
| 4    | FK Shumen P                    | 48  | 28 | 14 | 6  | 8  | 49 | 34 | +15  |
| 5    | Lokomotiv Plovdiv              | 40  | 28 | 12 | 4  | 12 | 38 | 43 | -5   |
| 6    | Etar Veliko Tarnovo            | 40  | 28 | 10 | 10 | 8  | 42 | 33 | +9   |
| 7    | Beroe Stara Zagora             | 38  | 28 | 11 | 5  | 12 | 33 | 38 | -5   |
| 8    | FC Lokomotiv Gorna Oryahovitsa | 38  | 28 | 11 | 5  | 12 | 25 | 39 | -14  |
| 9    | PFC Slavia Sofia               | 36  | 28 | 9  | 9  | 10 | 30 | 37 | -7   |
| 10   | Pirin Blagoevgrad              | 36  | 28 | 10 | 6  | 12 | 35 | 36 | -1   |
| 11   | Lokomotiv Sofia                | 34  | 28 | 10 | 4  | 14 | 37 | 40 | -3   |
| 12   | PFC Dobrudzha Dobrich          | 34  | 28 | 8  | 10 | 10 | 37 | 42 | -5   |
| 13   | Chernomorets Burgas            | 30  | 28 | 8  | 6  | 14 | 30 | 36 | -6   |
| 14   | Cherno More Varna              | 21  | 28 | 5  | 6  | 17 | 24 | 68 | -44  |
| 15   | FK Spartak Varna               | 16  | 28 | 4  | 4  | 20 | 18 | 65 | -47  |
| 16   | Yantra Gabrovo exclu           | 0   | 8  | 1  | 0  | 7  | 5  | 18 | -13  |

|  | Qualification pour la Coupe des Coupes 1994-1995                                         |
|  | Qualification pour la Coupe UEFA 1994-1995                                               |
|  | Relégation en deuxième division                                                          |
|  | T : Tenant du titre C : Vainqueur de la Coupe de Bulgarie P : Promu de deuxième division |

- Le club de Yantra Gabrovo est exclu du championnat après avoir tenté d'arranger le match de la 8e journée face au Beroe Stara Zagora; tous ses résultats sont annulés.

## Bilan de la saison
| Championnat de Bulgarie de football 1993-1994 |                              |
| Champion                                      | PFK Levski Sofia (19e titre) |
| Coupes et trophées                            |                              |
| Vainqueur de la Coupe de Bulgarie 1993-1994   | PFK Levski Sofia             |
| Qualifications continentales                  |                              |
| Coupe des Coupes 1994-1995                    | Pirin Blagoevgrad            |
| Coupe UEFA 1994-1995                          | PFK Levski Sofia             |
| Coupe UEFA 1994-1995                          | FK CSKA Sofia                |
| Coupe UEFA 1994-1995                          | FK Shumen                    |
| Promotions et relégations                     |                              |
| Promus en Vissha PFL                          | Litex Lovetch                |
| Promus en Vissha PFL                          | Spartak Plovdiv              |
| Promus en Vissha PFL                          | PFC Montana                  |
| Promus en Vissha PFL                          | Neftochimik Burgas           |
| Relégués en B PFL                             | Chernomorets Burgas          |
| Relégués en B PFL                             | Tcherno More Varna           |
| Relégués en B PFL                             | FK Spartak Varna             |
| Relégués en B PFL                             | Yantra Gabrovo               |